# Grekland i olympiska sommarspelen 2000
Grekland deltog i de olympiska sommarspelen 2000 med en trupp bestående av 140 deltagare, 82 män och 58 kvinnor, och de tog totalt 13 medaljer.

## Medaljer

### Guld
- Konstantinos Kenteris - Friidrott, 200 m
- Michail Mouroutsos - Taekwondo, flugvikt
- Pyrros Dimas - Tyngdlyftning, 77-85 kg
- Akakios Kakiasvilis - Tyngdlyftning, 85-94 kg

### Silver
- Ekaterini Thanou - Friidrott, 100 m
- Anastasia Kelesidou - Friidrott, diskus
- Mirela Manjani - Friidrott, spjut
- Dimosthenis Tampakos - Gymnastik, ringar
- Leonidas Sampanis - Tyngdlyftning, 56-62 kg
- Viktor Mitrou - Tyngdlyftning, 69-77 kg

### Brons
- Ioanna Khatziioannou - Tyngdlyftning, 58-63 kg
- Amiran Kardanof - Brottning, fristil 54 kg
- Eirini Aindili, Evangelia Christodoulou, Maria Georgatou, Zacharoula Karyami, Charikleia Pantazi och Anna Pollatou - Gymnastik, rytmisk sportgymnastik, lag

## Boxning
Bantamvikt
- Artour Mikaelian
  - Omgång 1 — Förlorade mot George Olteanu från Rumänien (gick inte vidare)

Lättvikt
- Tingran Ouzlian
  - Omgång 1 — Bye
  - Omgång 2 — Besegrade Asghar Ali Shah of Pakistan
  - Quarterfinal — Förlorade mot Mario Kindelán från Kuba (gick inte vidare)

Mellanvikt
- Antonios Giannoulas
  - Omgång 1 — Besegrade Ottavio Barone från Italien
  - Omgång 2 — Förlorade mot Jorge Gutiérrez från Kuba (gick inte vidare)

## Bågskytte
| Damernas individuella |                  |                           |         |
|                       | Evangelia Psarra |                           |         |
| 32-delsfinal          | Förlorade mot    | Natalia Bolotova Ryssland | 161-154 |

## Cykling
Bana
Herrarnas sprint
- Nikolaos Angelidis
  - Kval — 10.745
  - Återkval — 2:a plats — Heat 3
  - Första omgången — Förlorade mot Florian Rousseau från Frankrike

Herrarnas tempolopp
- Dimitrios Georgalis
  - Final — 01:04.018 (6:e plats)

Herrarnas keirin
- Lampros Vasilopoulos
  - Första omgången — Heat — 1; plats — 4 (gick inte vidare)
  - Återkval — Heat — 3; plats — 2 (gick inte vidare)
  - Andra omgången — Heat — 1; DNF (gick inte vidare)

Herrarnas lagsprint
- Lampros Vasilopoulos, Dimitrios Georgalis, Kleanthis Bargkas
  - Kval — 45.207
  - Andra omgången — 45.079
  - Final — 45.332 (4:e plats)

## Friidrott
Herrarnas 100 meter
- Georgios Theodoridis
  - Omgång 1 — 10.34
  - Omgång 2 — 10.29 (gick inte vidare)

- Angelos Pavlakakis
  - Omgång 1 — DNS (gick inte vidare)

Herrarnas 200 meter
- Konstantinos Kenteris
  - Omgång 1 — 20.57
  - Omgång 2 — 20.14
  - Semifinal — 20.2
  - Final — 20.09 (Guld)

- Anastasios Gousis
  - Omgång 1 — 21.1 (gick inte vidare)

- Alexios Alexopoulos
  - Omgång 1 — DNS (gick inte vidare)

Herrarnas 400 meter
- Anastasios Gousis
  - Omgång 1 — 46.38 (gick inte vidare)

Herrarnas 800 meter
- Panaiyotis Stroubakos
  - Omgång 1 — 01:47.96 (gick inte vidare)

Herrarnas 400 meter häck
- Periklis Iakovakis
  - Omgång 1 — 50.2 (gick inte vidare)

Herrarnas 4 x 100 meter stafett
- Alexios Alexopoulos, Konstantinos Kenteris, Angelos Pavlakakis, Georgios Theodoridis
  - Omgång 1 — 39.21
  - Semifinal — 38.82 (gick inte vidare)

Herrarnas 4 x 400 meter stafett
- Stylianos Dimotsios, Anastasios Gousis, Periklis Iakovakis, Georgios Oikonomidis
  - Omgång 1 — 03:06.50 (gick inte vidare)

Herrarnas 3 000 meter hinder
- Georgios Giannelis
  - Omgång 1 — 09:19.14 (gick inte vidare)

Herrarnas kulstötning
- Vaios Tigkas
  - Kval — 18.13 (gick inte vidare)

Herrarnas spjutkastning
- Konstadinos Gatsioudis
  - Kval — 88.41
  - Final — 86.53 (6:e plats)

Herrarnas släggkastning
- Alexandros Papadimitriou
  - Kval — 76.61
  - Final — 73.30 (12:e plats)

- Hristos Polihroniou
  - Kval — 74.02 (gick inte vidare)

Herrarnas längdhopp
- Konstantinos Koukodimos
  - Kval — 7.44 (gick inte vidare)

- Dimitrios Serelis
  - Kval — NM (gick inte vidare)

Herrarnas tresteg
- Hristos Meletoglou
  - Kval — 16.00 (gick inte vidare)

- Konstadinos Zalaggitis
  - Kval — 14.15 (gick inte vidare)

- Stamatios Lenis
  - Kval — NM (gick inte vidare)

Herrarnas höjdhopp
- Lambros Papakostas
  - Kval — DNS (gick inte vidare)

Herrarnas 50 kilometer gång
- Spyridon Kastanis
  - Final — DNF

- Theodoros Stamatopoulos
  - Final — DNF

Herrarnas maraton
- Panayiotis Haramis
  - Final — 2:26:55 (63:e plats)

Herrarnas tiokamp
- Prodromos Korkizoglou
  - 100 m — 10.74
  - Längd — 7.16
  - Kula — 13.70
  - Höjd — 1.97
  - 400 m — 53.57
  - 100 m häck — DNS
  - Diskus — DNS
  - Stav — DNS

Damernas 100 meter
- Ekaterini Thanou
  - Omgång 1 — 11.10
  - Omgång 2 — 10.99
  - Semifinal — 11.10
  - Final — 11.12 (Silver)

- Paraskevi Patoulidou
  - Omgång 1 — 11.65 (gick inte vidare)

Damernas 200 meter
- Ekaterini Koffa
  - Omgång 1 — 23.53 (gick inte vidare)

Damernas 5 000 meter
- Hrisostomia Iakovou
  - Omgång 1 — 15:46.48 (gick inte vidare)

Damernas 10 000 meter
- Hrisostomia Iakovou
  - Omgång 1 — DNS (gick inte vidare)

Damernas 400 meter häck
- Chrysoula Gountunoudi
  - Omgång 1 — 01:01.59 (gick inte vidare)

Damernas 4 x 100 meter stafett
- Ekaterini Koffa, Paraskevi Patoulidou, Effrosyni Patsou, Ekaterini Thanou
  - Omgång 1 — 43.46
  - Semifinal — 43.53 (gick inte vidare)

Damernas kulstötning
- Kalliopi Ouzouni
  - Kval — 18.56
  - Final — 18.63 (7:e plats)

Damernas diskuskastning
- Anastasia Kelesidou
  - Kval — 63.64
  - Final — 65.71 (Silver)

- Styliani Tsikouna
  - Kval — 61.59
  - Final — 64.08 (5:e plats)

- Aikaterini Vongoli
  - Kval — 61.29
  - Final — 61.57 (9:e plats)

Damernas spjutkastning
- Mirella Maniani-Tzelili
  - Kval — 63.34
  - Final — 67.51 (Silver)

- Angeliki Tsiolakoudi
  - Kval — 58.11 (gick inte vidare)

Damernas längdhopp
- Niki Xanthou
  - Kval — 6.50 (gick inte vidare)

- Despoina Papvasilaki
  - Kval — 5.86 (gick inte vidare)

Damernas tresteg
- Olga-Anastasi Vasdeki
  - Qualifying — 14.26
  - Final — 14.15 (7:e plats)

Damernas höjdhopp
- Niki Bakogianni
  - Kval — 1.80 (gick inte vidare)

Damernas stavhopp
- Thalia Iakovidou
  - Kval — NM (gick inte vidare)

Damernas 20 kilometer gång
- Athina Papayianni
  - Final — 1:33:14 (11:e plats)

- Christina Kokotou
  - Final — 1:38:52 (36:e plats)

Damernas sjukamp
- Asimina Vanakara
  - 100 m häck — 14.19
  - Höjd — 1.69
  - Kula — 10.74
  - 200 m — 25.78
  - Längd — NM
  - Spjut — DNS

## Kanotsport
Sprint
Herrarnas C-1 500 m
- Andreas Kiligkaridis
  - Kvalheat — 01:57,858 (gick inte vidare)

Herrarnas C-1 1000 m
- Andreas Kiligkaridis
  - Kvalheat — 04:01,042
  - Semifinal — DSQ (gick inte vidare)

## Modern femkamp
Damer
- Katalin Partics — 3700 poäng, 22:a plats

## Segling
Mistral
- Nikolaos Kaklamanakis
  - Lopp 1 — (20)
  - Lopp 2 — 12
  - Lopp 3 — 5
  - Lopp 4 — 9
  - Lopp 5 — 7
  - Lopp 6 — 6
  - Lopp 7 — 4
  - Lopp 8 — (37) DSQ
  - Lopp 9 — 7
  - Lopp 10 — 13
  - Lopp 11 — 1
  - Final — 64 (6:e plats)

Finnjolle
- Aimlios Papathanasiou
  - Lopp 1 — 4
  - Lopp 2 — 12
  - Lopp 3 — 5
  - Lopp 4 — (23)
  - Lopp 5 — 10
  - Lopp 6 — 12
  - Lopp 7 — 15
  - Lopp 8 — 11
  - Lopp 9 — 14
  - Lopp 10 — (24)
  - Lopp 11 — 9
  - Final — 92 (12:e plats)

470
- Andreas Kosmatopoulos  och Konstantinos Trigkonis
  - Lopp 1 — 13
  - Lopp 2 — 7
  - Lopp 3 — (21)
  - Lopp 4 — 6
  - Lopp 5 — 3
  - Lopp 6 — 8
  - Lopp 7 — (24)
  - Lopp 8 — 19
  - Lopp 9 — 14
  - Lopp 10 — 2
  - Lopp 11 — 6
  - Final — 78 (8:e plats)

Laser
- Antonios Bougiouris
  - Lopp 1 — 16
  - Lopp 2 — 18
  - Lopp 3 — 8
  - Lopp 4 — 12
  - Lopp 5 — 21
  - Lopp 6 — 8
  - Lopp 7 — (32)
  - Lopp 8 — 6
  - Lopp 9 — 7
  - Lopp 10 — 15
  - Lopp 11 — (22)
  - Final — 111 (15:e plats)

Starbåt
- Dimitrios Boukis och Leonidas PeleKanakis
  - Lopp 1 — 6
  - Lopp 2 — 11
  - Lopp 3 — (15)
  - Lopp 4 — (14)
  - Lopp 5 — 12
  - Lopp 6 — 13
  - Lopp 7 — 5
  - Lopp 8 — 11
  - Lopp 9 — 9
  - Lopp 10 — 6
  - Lopp 11 — 7
  - Final — 80 (11:e plats)

Mistral
- Angeliki Skarlatou
  - Lopp 1 — 22
  - Lopp 2 — 20
  - Lopp 3 — 15
  - Lopp 4 — 18
  - Lopp 5 — 13
  - Lopp 6 — (23)
  - Lopp 7 — (24)
  - Lopp 8 — 15
  - Lopp 9 — 23
  - Lopp 10 — 16
  - Lopp 11 — 17
  - Final — 159 (21:a plats)

Europajolle
- Maria Vlachou
  - Lopp 1 — 23
  - Lopp 2 — 12
  - Lopp 3 — 10
  - Lopp 4 — 4
  - Lopp 5 — (27)
  - Lopp 6 — (26)
  - Lopp 7 — 18
  - Lopp 8 — 5
  - Lopp 9 — 18
  - Lopp 10 — 21
  - Lopp 11 — 18
  - Final — 129 (18:e plats)

470
- Sofia Bekatorou och Emilia Tsoulfa
  - Lopp 1 — 2
  - Lopp 2 — 8
  - Lopp 3 — 17
  - Lopp 4 — 12
  - Lopp 5 — 9
  - Lopp 6 — 12
  - Lopp 7 — 2
  - Lopp 8 — 5
  - Lopp 9 — (20) DSQ
  - Lopp 10 — (18)
  - Lopp 11 — 9
  - Final — 76 (14:e plats)

## Simhopp
Herrarnas 3 m
- Thomas Bimis
  - Kval — 324,72 (32nd place, gick inte vidare)

Herrarnas 3 m
- Nikolaos Siranidis
  - Kval — 317,88 (36:e plats, gick inte vidare)

Damernas 3 m
- Sotiria Koutsopetrou
  - Kval — 258,81 (21:a plats, gick inte vidare)

Damernas 10 m
- Eftihia Pappa
  - Kval — 236,79 (29:e plats, gick inte vidare)

Damernas 10 m
- Maria Konstantatou
  - Kval — 189,57 (38:e plats, gick inte vidare)

## Taekwondo
Herrarnas −58 kg
- Michail Mouroutsos — Guld 
  - Inledande omgång 1 — Besegrade Talaat Abada från Egypten (5-0)
  - Inledande omgång 2 — Besegrade Huan Chih-Hsiung från Kina-Taipei (2-1)
  - Inledande omgång 3 — Besegrade Gabriel Alberto Taraburelli från Argentina (2-1)
  - Final — Besegrade Gabriel Espareza från Spanien (4-2)

Herrarnas +80 kg
- Alexandros Nikolaidis
  - Inledande omgång 1 — Besegrade Donald Ravenscroft från Sydafrika (WDR)
  - Inledande omgång 2 — Förlorade mot Milton Castro från Colombia (RSC)

Damernas −57 kg
- Areti Athanasopoulou
  - Inledande omgång 1 — Besegrade Shimaa Afifi från Egypten (7-7, SUP)
  - Inledande omgång 2 — Förlorade mot Virginia Lourens från Nederländerna (6-8, PTS)

## Triathlon
Herrarnas triathlon
- Vassilis Krommidas — 1:51:28,94 (→ 33:e plats)